# Öskjuvatn
Öskjuvatn är en insjö i den nordostliga delen av glaciären Vatnajökull på det 
isländska höglandet.
Öskjuvatn ligger i vulkanen Askjas kaldera, som bildades under ett vulkanutbrott 1875 och fylldes med vatten på 32 år. Med ett djup på 217 meter är den landets nästdjupaste sjö efter Jökulsárlón.

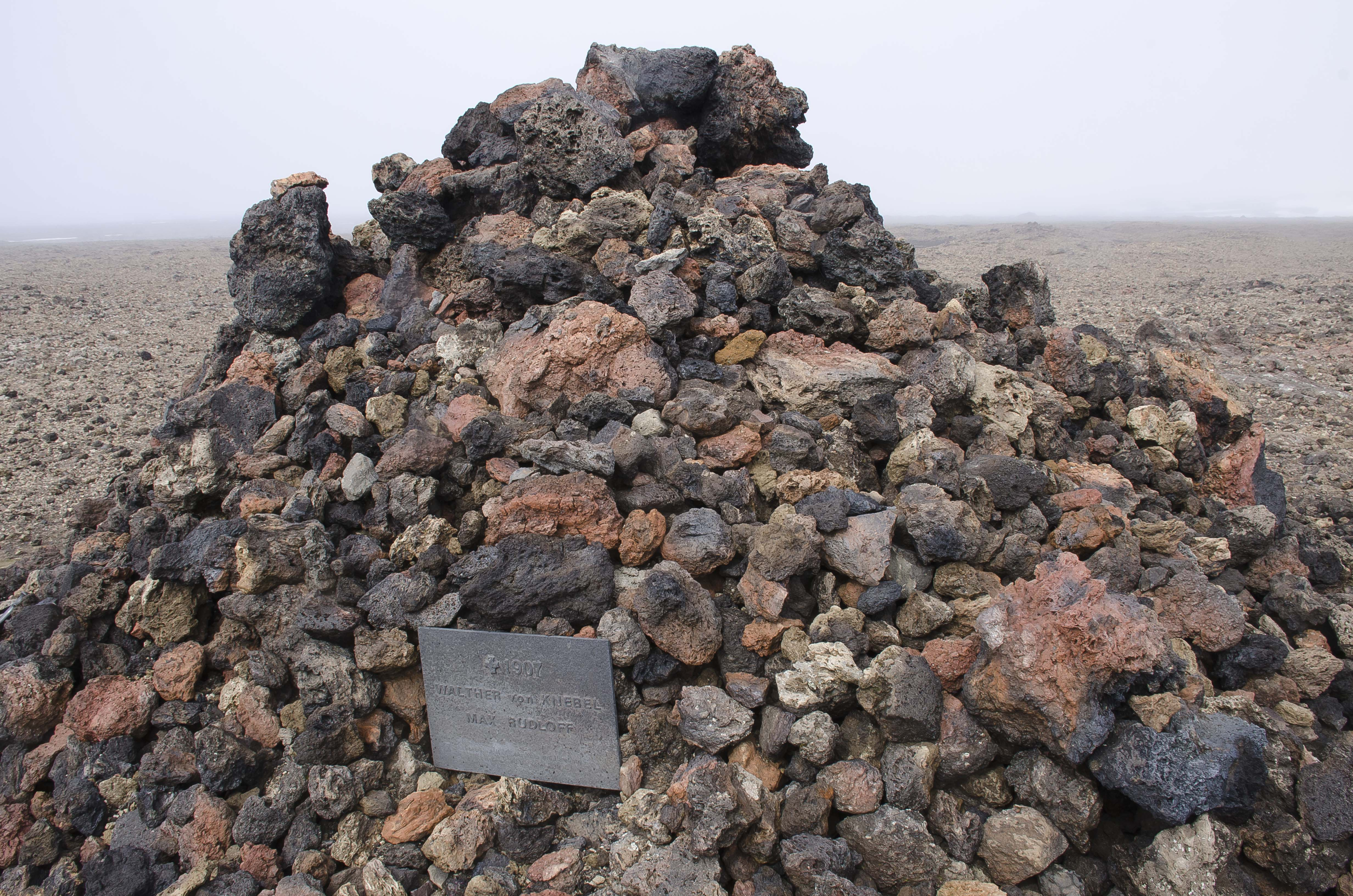
Minnesmärke över Walter von Knebel och Max Rudloff.

Två tyska forskare, Walter von Knebel och Max Rudloff, försvann spårlöst år 1907 när de utforskade sjön med en liten båt och har aldrig återfunnits. Ett minnesmärke över dem har rests vid sjön.